# Zelená Hora
Zelená Hora (in tedesco Grunberg) è un comune della Repubblica Ceca facente parte del distretto di Vyškov, in Moravia Meridionale.